# Клопы
Клопы́ (лат. Heteroptera) — подотряд насекомых из отряда полужесткокрылых (Hemiptera), ранее рассматривавшийся в качестве самостоятельного отряда. Около 40 тысяч видов из более 50 семейств. На территории бывшего СССР распространено более 2000 видов. В ископаемом состоянии известны со среднего триаса.

## Распространение
Встречаются повсеместно. Полярный вид Nysius groenlandicus (Гренландия, Чукотский полуостров и так далее) — это самый северный представитель всего подотряда клопов.
Некоторые клопы, например, водомерки (Hydrometridae, Gerridae), обитают на поверхности воды, передвигаясь по ней, отталкиваясь ногами от плёнки поверхностного натяжения. Представителей семейства Halobatidae — т. н. морских водомерок — можно встретить в море. Представители рода Halobates — единственные из всех насекомых, живущие в открытом океане за сотни километров от берега. Бескрылые Halobates способны передвигаться по водной поверхности со скоростью до 1 м/с и встречаются в морях за сотни километров от побережий. Однако морских водомерок нельзя считать настоящими водными насекомыми, так как, живя на поверхности воды, они питаются всплывающими трупами животных, а откладывают яйца на плавающие водоросли, перья птиц и т. п.

## Морфология
Размеры представителей группы колеблются в широких пределах от 0,8—1 мм (Ceratocombidae) до 109 мм (Lethocerus grandis). На территории Европы одним из самых мелких видов является Micronecta minutissima длиной 1,5 мм, одним из крупнейших — Ranatra linearis с длиной тела 60—70 мм вместе с воздушными трубочками. В одном и том же семействе могут присутствовать как очень мелкие виды, так и «гиганты», например Crypsinus angustatus длиной 3 мм и Eusthenes hercules 39—42 мм.

Морфология клопа-щитника со спинной стороны: A: голова; B: грудь; C: брюшко. 1: коготки; 2: лапка; 3: голень; 4: бедро; 8: глаз; 9: антенна; 10: наличник; 23: сегменты брюшка; 25: переднегрудь; 26: щиток; 27: клавус; 28: кориум; 29: эмболиум; 30: гемелитральная мембрана.

Форма тела представителей группы сильно варьируется в зависимости от образа жизни и среды. Практически правильная шаровидная форма имеется у некоторых псаммофилов из семейства Thyreocoridae (Stibaropus, Amaurocoris, Сеphalocteus), обитающие в толще песчаных дюн в пустынях. Правильная полушаровидная форма имеется у представителей громадного большинства видов семейства Coptosomatidae. Также отмечается сильно удлинённое, линейное, тонкое и палочковидное тело среди представителей различных семейств: Bhaphidosoma, Mecistocoris, многие роды подсемейства Emesinae (Reduviidae), Hydrometra (Hydrometridae), Prionotylus, Chorosoma (Coreidae), Colobathristidae, Berytus, Berytinus (Berytidae) и др.
Паразитизм, обитание под корой деревьев, в ходах короедов и под прочими прикрытиями вызывает уплощение всего тела иногда до максимальных пределов; семейство Cimicidae (паразиты летучих мышей, птиц и человека), Aradidae и Brachyrhinchidae, род Aneurus, многие роды Anthocoridae (обитают под корой деревьев), Gastrodes и Orsillus (обитают в хвойных шишках), семейство Ioppeicidae, личинки рода Tesseratoma совершенно плоские. Покровы тела в отдельных случаях имеют твёрдость надкрылий и тела жуков (например Scutellerinae из Pentatomidae), в других случаях наоборот — очень мягкие и нежные (Miridae). Окраска, скульптура, вооружение покровов также разнообразные. Окраска преимущественно чёрная, бурая, жёлтая, реже красная (Pyrrhocoridae, большинство родов Lygaeinae, роды Corizus, Serinetha, Pyrrhotes, триба Jlestheniini и др.), редко — с металлическим блеском (триба Scutellerini, роды Zicrona, Paryphes, Sundarus, Sphidyrtus, Stenoprasia, Heterocoris и др.) Также металлический блеск имеют некоторые роды семейства Coreidae в Центральной и Южной Америке и эфиопский Midis (Callichlamydia) metallica, многочисленные виды и роды Scutellerini окрашенные в яркие цвета с металлическим блеском.

## Описание
У большинства клопов имеются пахучие железы, отверстия которых располагаются у взрослых особей на нижней стороне груди между первой и второй парой ног. Выделения этих желез имеют характерный неприятный для человека запах, предполагают, что он отпугивает врагов, и, возможно, выполняет роль феромонов. Секрет состоит в основном из альдегидов, например близких к CH3-(CH2)2-CH=CH-CHO (2-гексеналь), и близок к феромонам по составу.
У некоторых видов обнаружена развитая забота о потомстве и признаки субсоциального поведения. Например, самки обитающего в Японии древесного клопа Parastrachia japonensis ежедневно приносят в гнездо к своим личинкам плоды дерева Schoepfia jasminodora из семейства олаксовых. При этом, другие самки могут красть плоды из оставленных без присмотра гнёзд других самок этого вида. К концу развития личинок в гнезде может накопиться до 150 костянок от плодов.
Некоторые клопы, например Phyllomorpha laciniata, откладывают яйца на спинную сторону тела самца, где они находятся до выхода личинок.
Уникальный случай реверсного полового диморфизма известен у водного клопа Phoreticovelia disparata. У бескрылой молодой самки на спинной поверхности тела имеется особый железистый участок, привлекающий представителей противоположного пола. Самец (вдвое меньший по размеру; его длина около 1 мм) цепляется к нему, питается выделениями пары дорсальных желёз, сидя на партнёрше несколько дней.

## Питание
Ротовой аппарат колюще-сосущего типа. Есть хищники, паразиты (в частности гематофаги, такие как постельные клопы) и растительноядные виды. Нередки виды со смешанным питанием. Присутствует каннибализм.

### Растительноядность
Фитофагия характерна для большинства видов клопов и появилась как минимум дважды в ходе эволюции от хищных предковых форм:20.

### Хищничество
Встречается среди большинства семейств, но полностью специализированные семейства хищников это хищнецы (Reduviidae) и клопы-охотники (Nabidae), также плавты (Naucoridae) и Belostomatidae. Lygaeidae питаются семенами или мёртвыми беспозвоночными организмами, но хищничество отмечено у подсемейства Geocorinae. Asopinae из растительноядной группы Pentatomidae питаются гусеницами бабочек:21.

### Гематофаги
Питание кровью встречается среди постельных клопов Cimicidae, Triatominae (многие из которых являются переносчиками болезни Шагаса), Cleradini (Lygaeidae), Polyctenidae (эктопаразиты летучих мышей):21.

### Комменсализм и инквилинизм
Среди клопов встречаются инквилины и комменсалы. Виды некоторых семейств живут ассоциациями с муравьями и муравейниками; такие виды встречаются в семействах: земляные щитники, кружевницы, Enicocephalidae, Anthocoridae, Lygaeidae. Большинство из этих видов не охотятся на муравьёв:21.
Все виды семейства Termitaphididae живут в облигатной ассоциации с термитами:21.
Встречаются также представители, живущие в сетях пауков или других насекомых. Представители подсемейства Plokiophilinae (Plokiophilidae), рода Ranzovius (слепняки), рода Arachnocoris (клопы-охотники) и семейства хищнецов живут в ловчих сетях пауков, где они питаются насекомыми, которые попали в ловушку паука. Представители другого подсемейства, Embiophilinae из семейства Plokiophilidae, заселяют сети эмбий, где питаются яйцами, слабыми и мёртвыми особями эмбий:21.

## Экология

### Наводный образ жизни
Клопы из инфраотряда Gerromorpha разделяют поверхность воды с жуками из семейства вертячек (Gyrinidae). Для того, чтобы держаться на поверхности воды, представители подотряда имеют различные приспособления, включая специально приспособленные лапки, несмачиваемую поверхность тела, а также другие приспособления, которое позволяют им существовать в этой среде:21.

### Водный образ жизни
Клопы это единственные кроме жуков насекомые, которые адаптировались к обитанию в водной среде на взрослой стадии развития (имаго). Среди них водяные скорпионы (Nepidae), Belostomatidae (оба дышат прямо из атмосферы через сифон), с помощью пузырьков на вентруме брюшка дышат Notonectidae, Pleidae, Helotrephidae, Naucoridae (Hydradephaga), а с помощью пластрона — Naucoridae и почти все Aphelocheiridae:21.

### Жизнь в приливных зонах
Некоторые клопы из инфраотряда Leptopodomorpha живут только в приливной зоне, наиболее специализированный из них вид Aepophilus bonnairei. Представители этого вида обладают недоразвитыми крыльями, редуцированными глазами, не способны к полёту (внешне напоминают постельных клопов, Cimicidae) и способны переносить длительное погружение в морскую воду во время прилива. Под водой дышат через пластрон — воздушную прослойку, сохраняющуюся на покрытых короткими щетинками участках поверхности тела:21.

## Клопы и человек
Большинство людей говорят о клопах исключительно как о кровососущих паразитах человека, несмотря на то что лишь представители одного не богатого видами семейства (из многих десятков семейств и десятков тысяч видов) непосредственно приспособились к питанию человеческой кровью. Тем не менее, отчасти мнение о клопах как о ярко выраженных кровососах обосновано тем фактом, что изредка отдельные особи видов, обычно не питающихся кровью человека, а лишь сосущих жидкости мелких животных, всё же нападают на человека. Происходит это не только в тропических странах, но и в средней полосе России. Однако эти случаи довольно редки и являются, по-видимому, «ошибкой» клопов с выбором объекта питания.

### Клопы — вредители сельского хозяйства
Среди наземных клопов многие могут быть сосущими вредителями сельскохозяйственных культур. Они истощают растения и снижают урожай, питаясь соком их генеративных органов и семян. Особенно распространены клоп вредная черепашка (Eurygaster integriceps) и щитники Aelia, блуждающий и хлебный слепняки (Notostira и Trigonotylus) — на хлебных злаках, крестоцветные клопы Eurydema, люцерновый клоп Adelphocoris lineolatus, свекловичные клопы Poeciloscytus и др.

### Полезные клопы в сельском хозяйстве
Хищные клопы, в частности клопы рода Orius и Nabis уничтожают вредных для сельского и лесного хозяйства насекомых — гусениц, тлей, личинок жуков и др.

### Клопы и гигиена человека
- Постельный клоп нарушает нормальный сон.
- Триатомовые клопы могут переносить возбудителей опасных инфекционных заболеваний, например, американского трипаносомоза.

## Некоторые виды

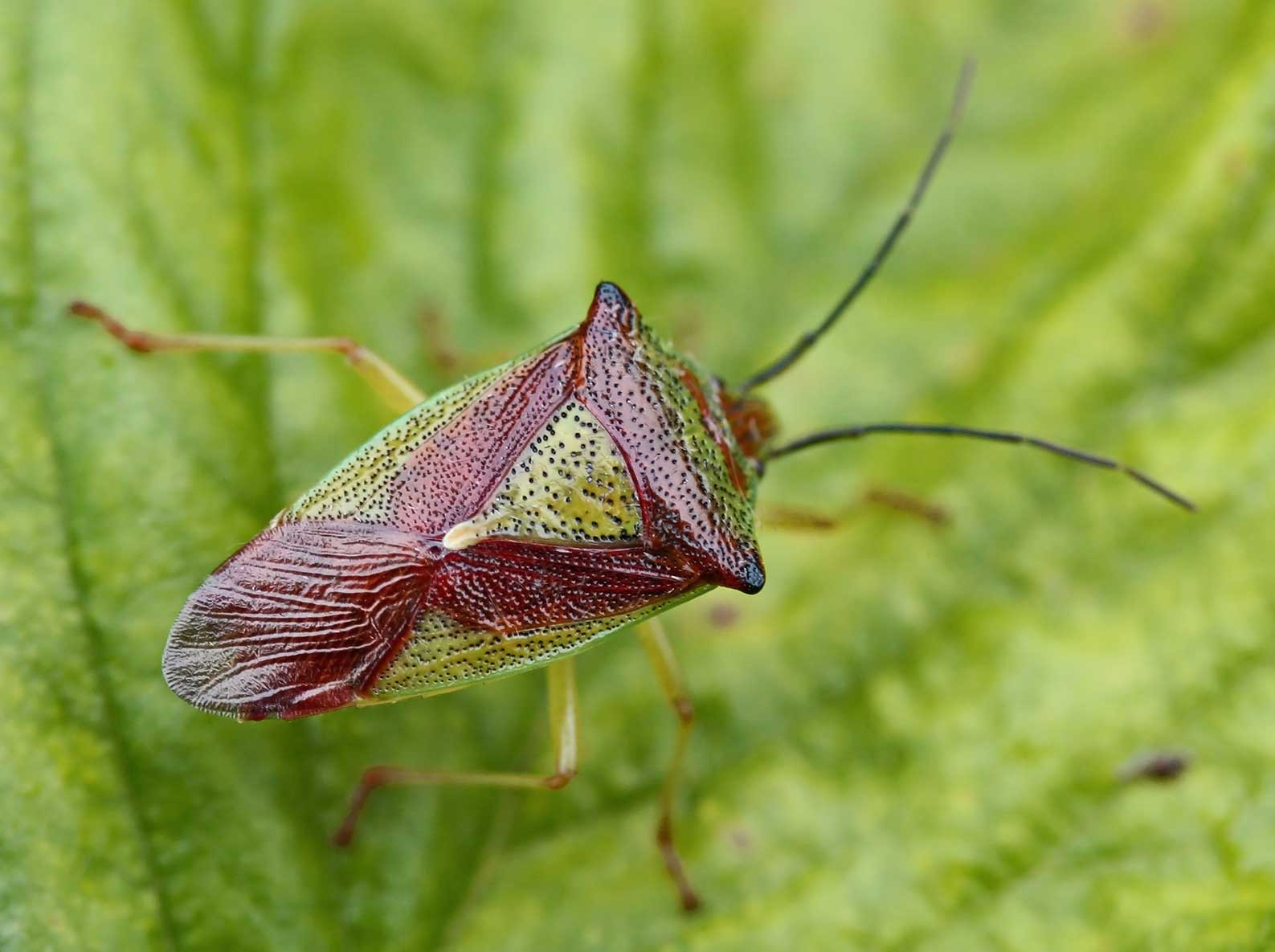
Килевик лиственный Acanthosomatidae
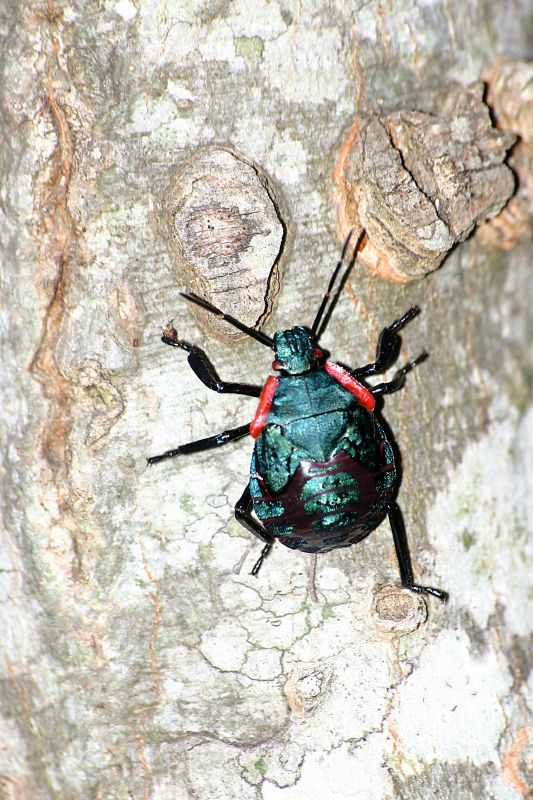
Alcaeorrhynchus grandis Pentatomidae
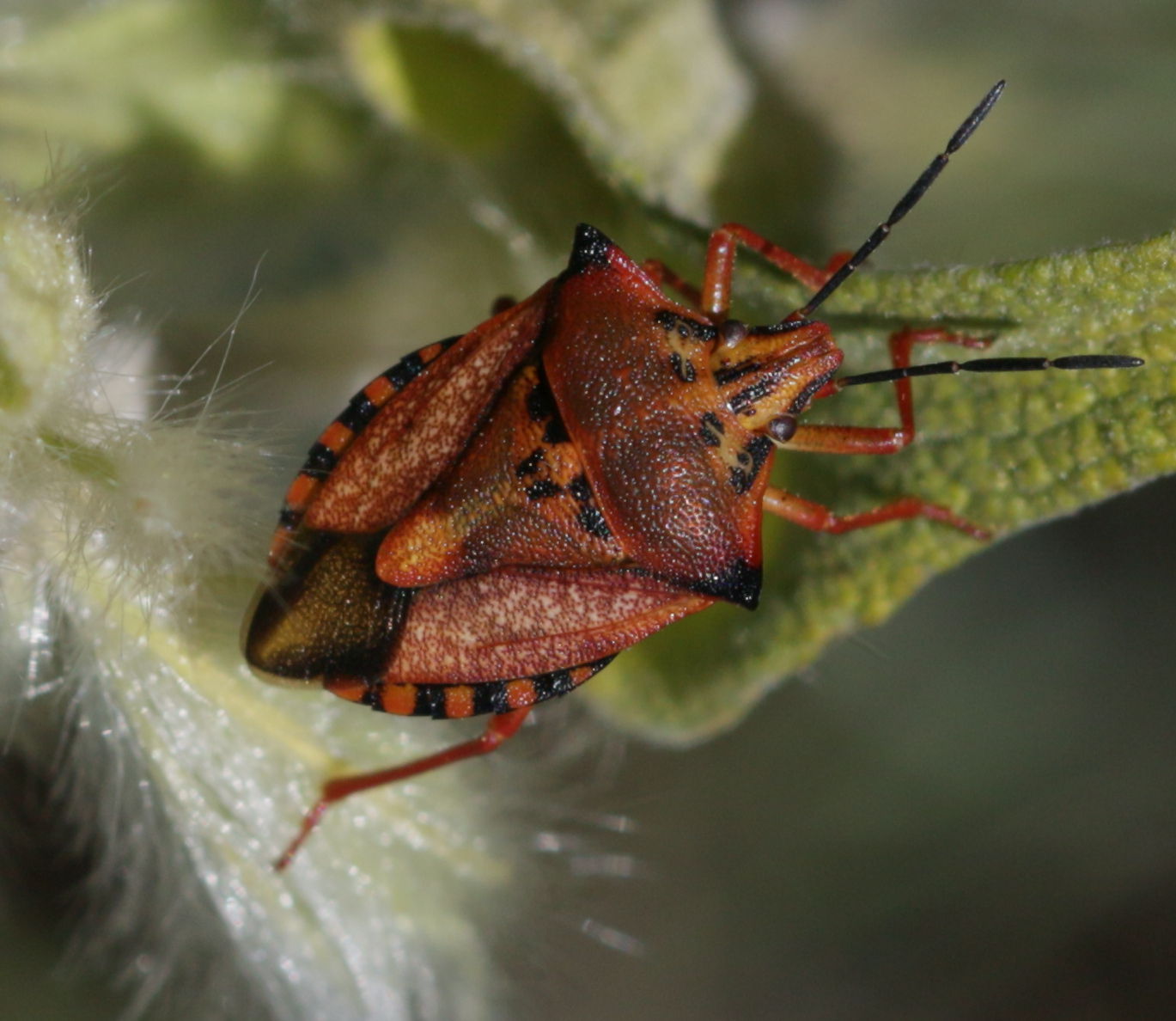
Carpocoris mediterraneus Pentatomidae
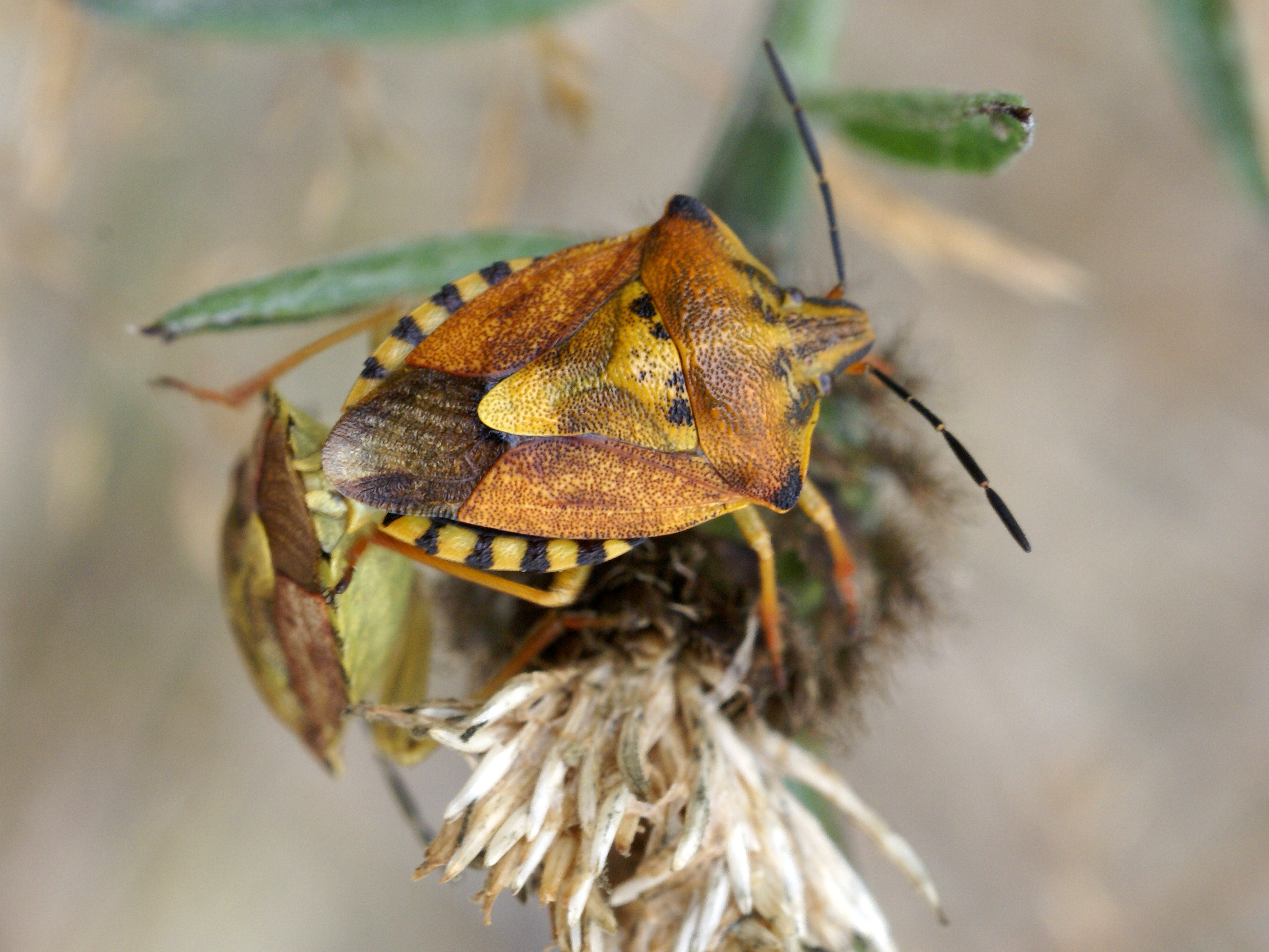
Carpocoris fuscispinus Pentatomidae
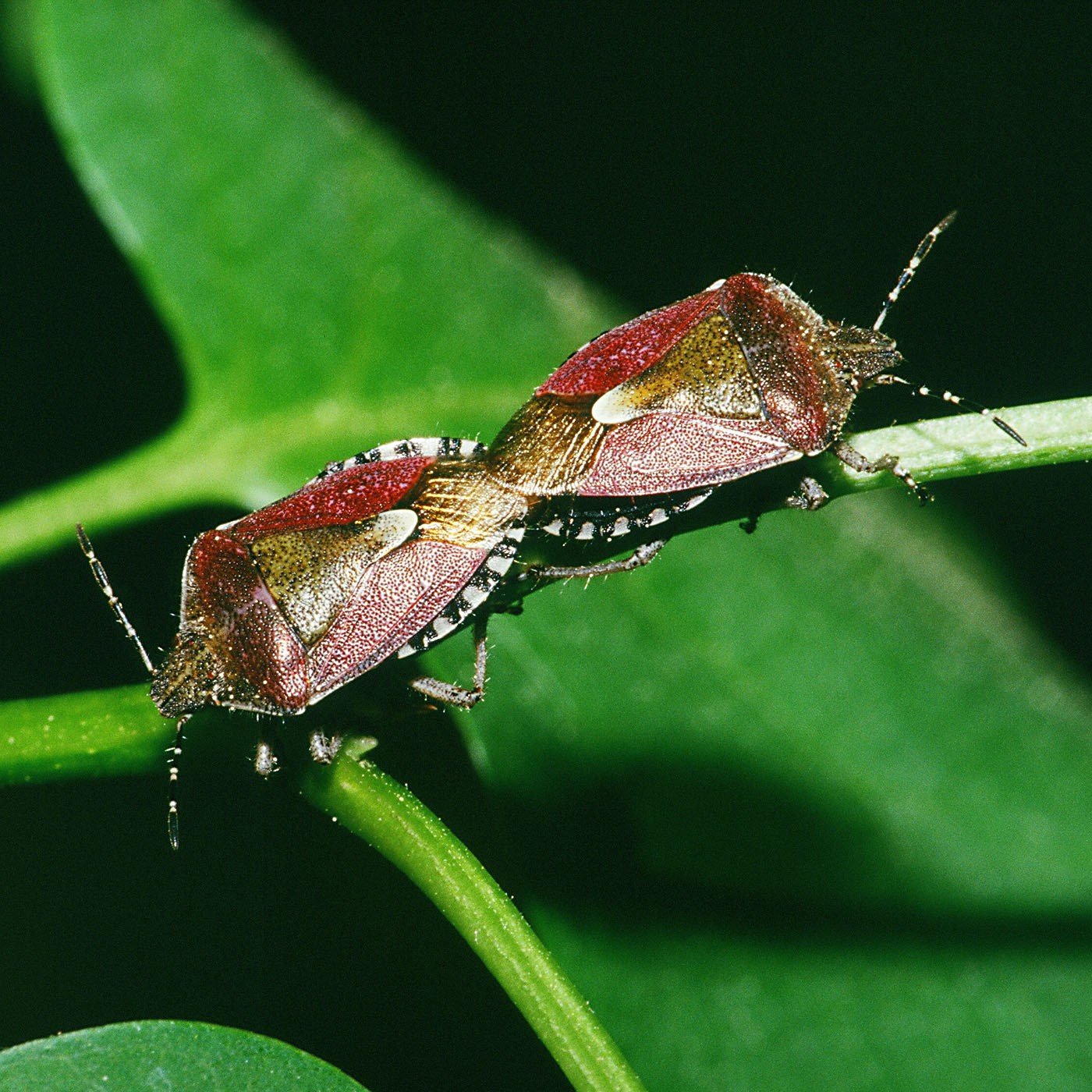
Щитник ягодный Pentatomidae
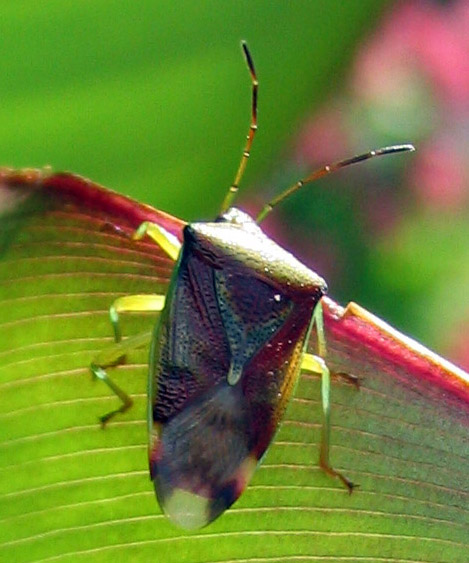
Элазмостетус берёзовый Acanthosomatidae
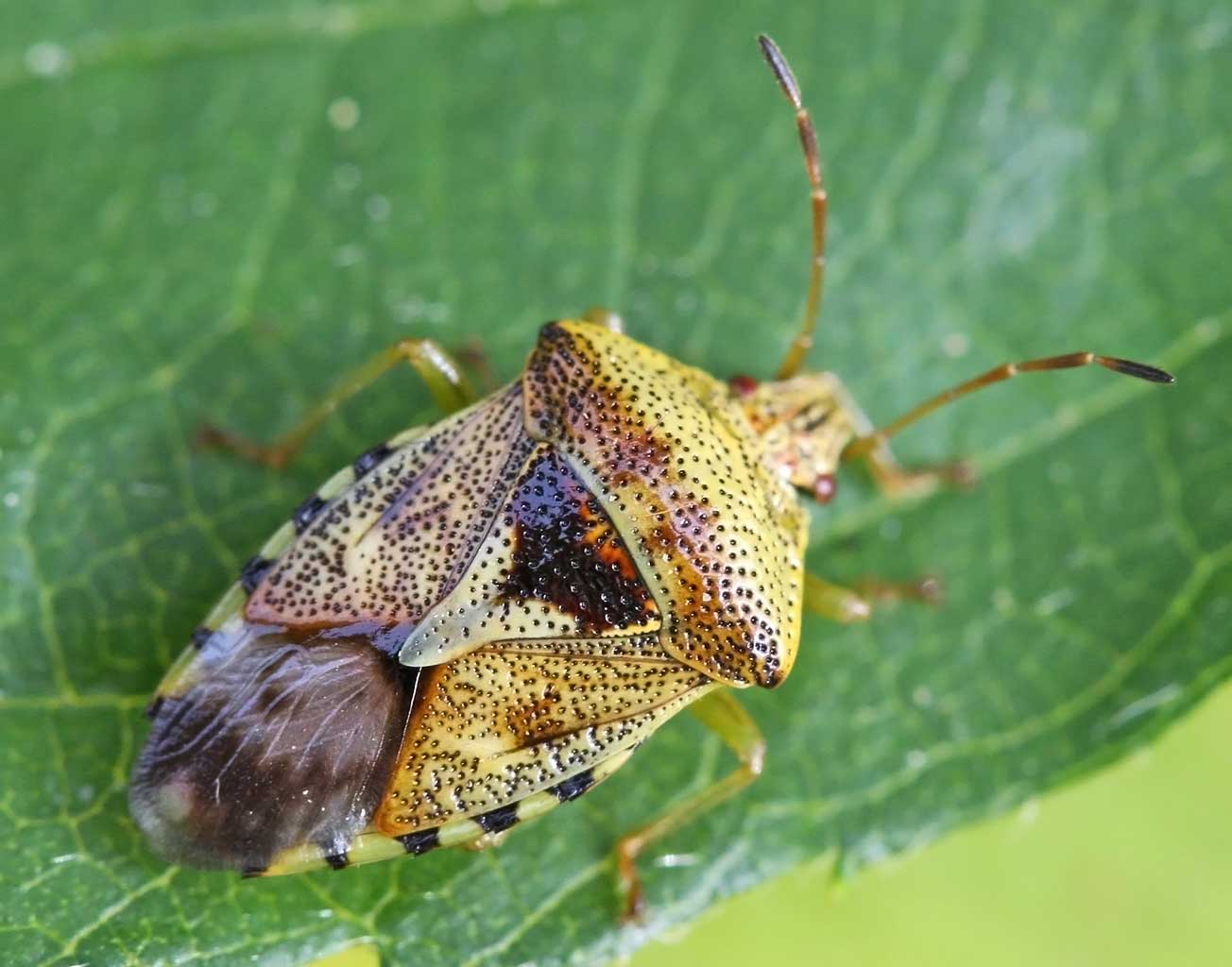
Щитник серый Acanthosomatidae
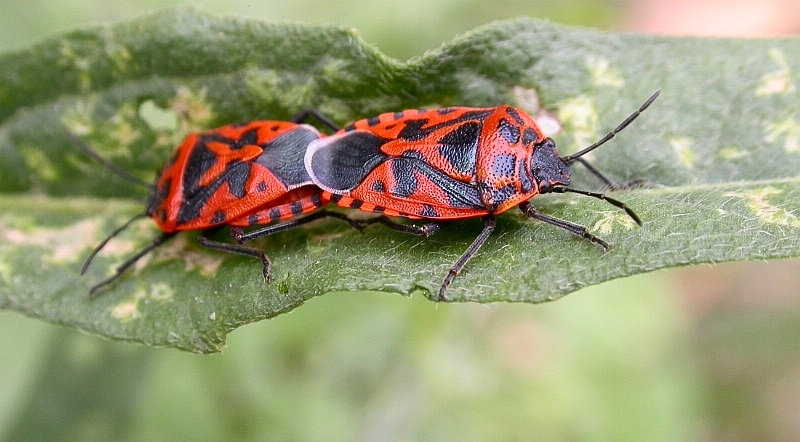
Eurydema ornatum Pentatomidae
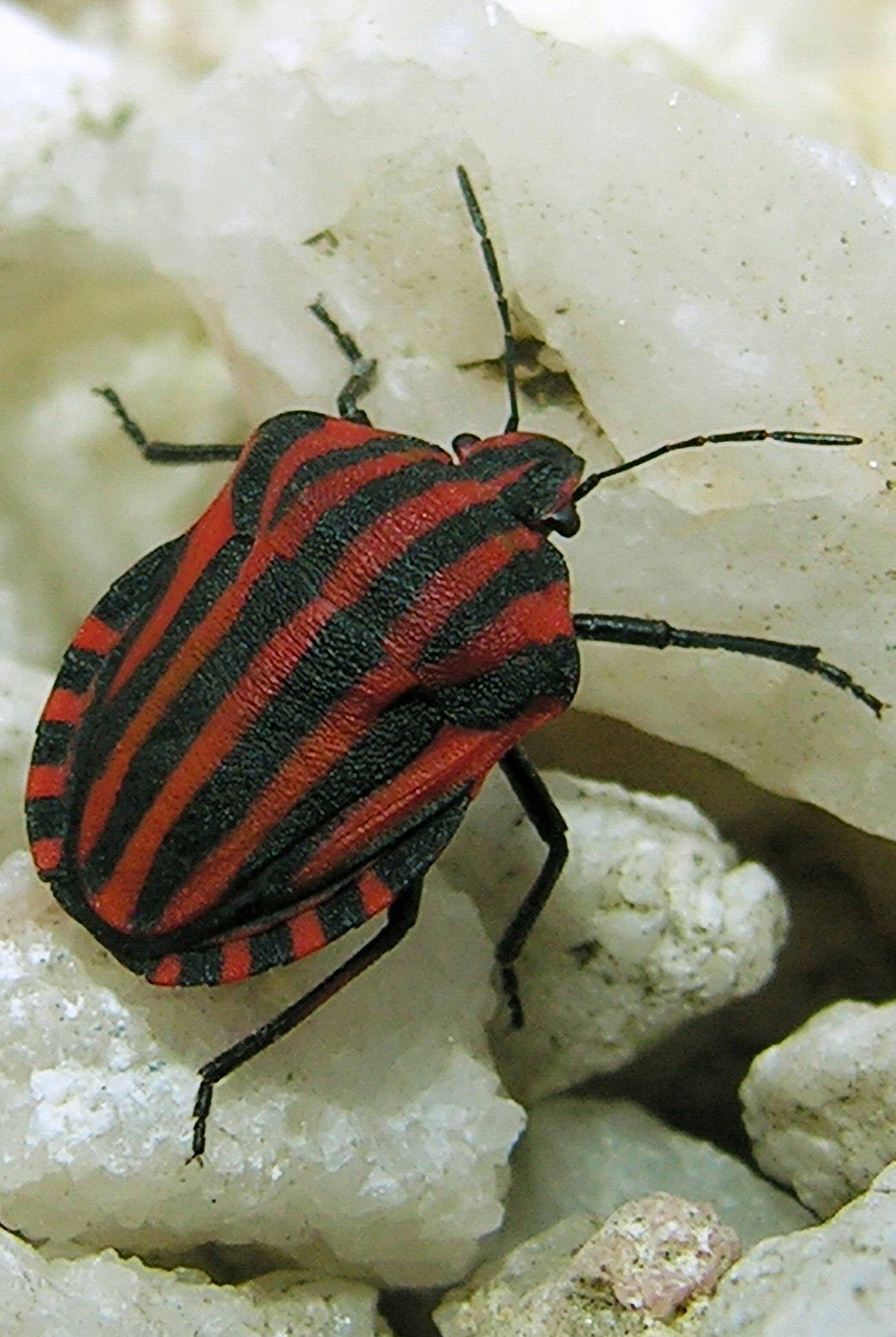
Щитник линейчатый Pentatomidae
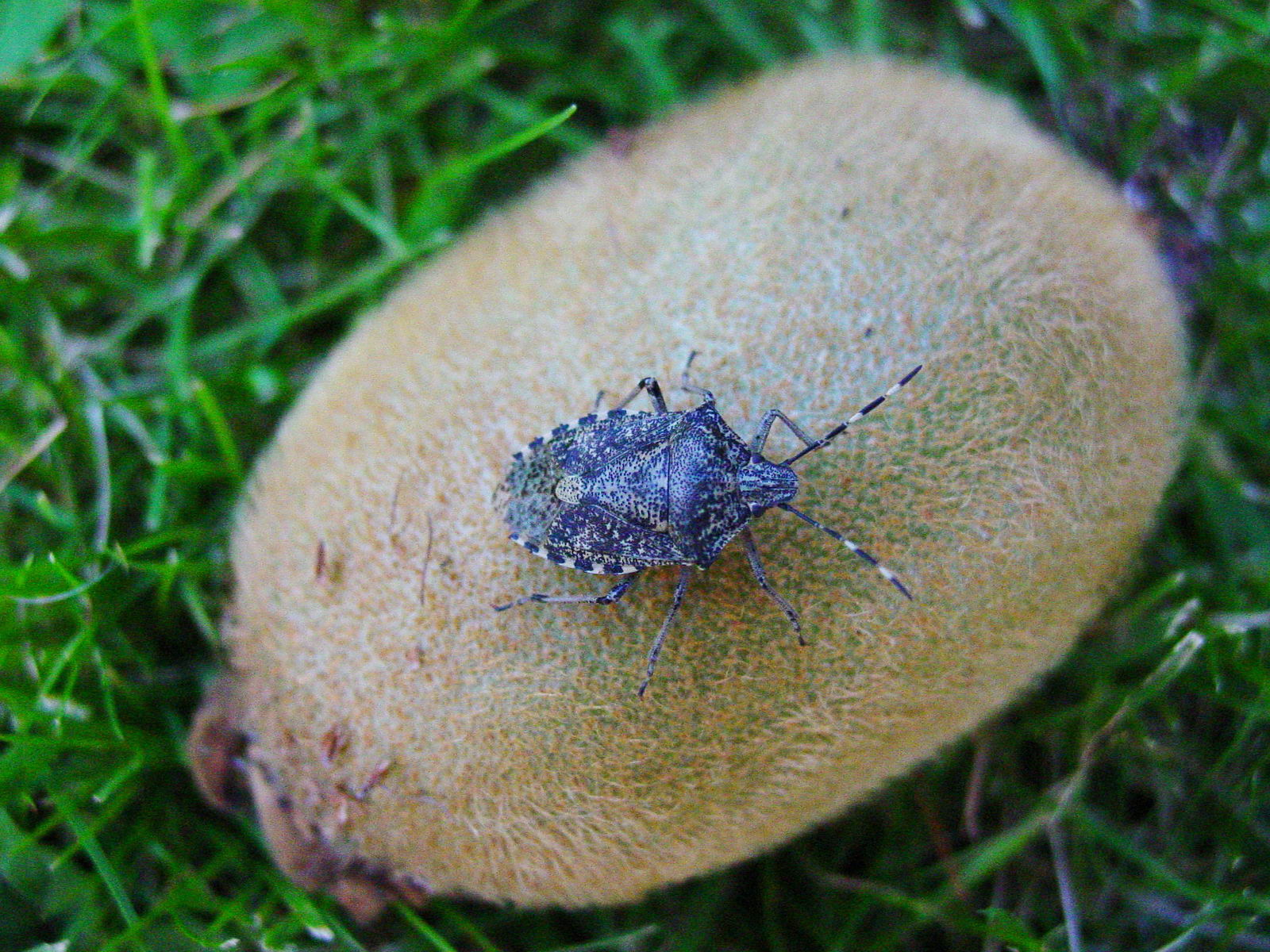
Halyomorpha halys Pentatomidae
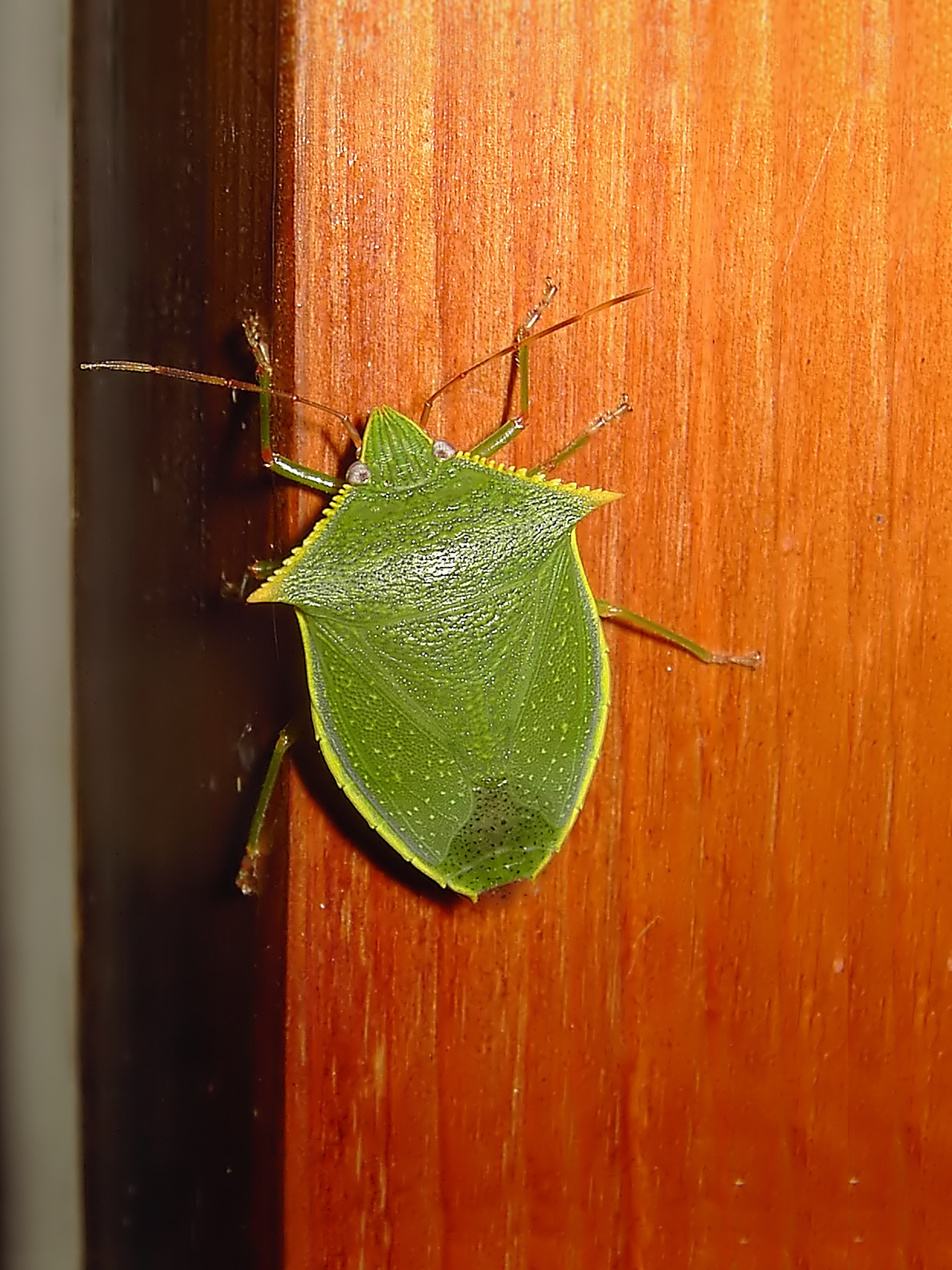
Loxa viridis Pentatomidae
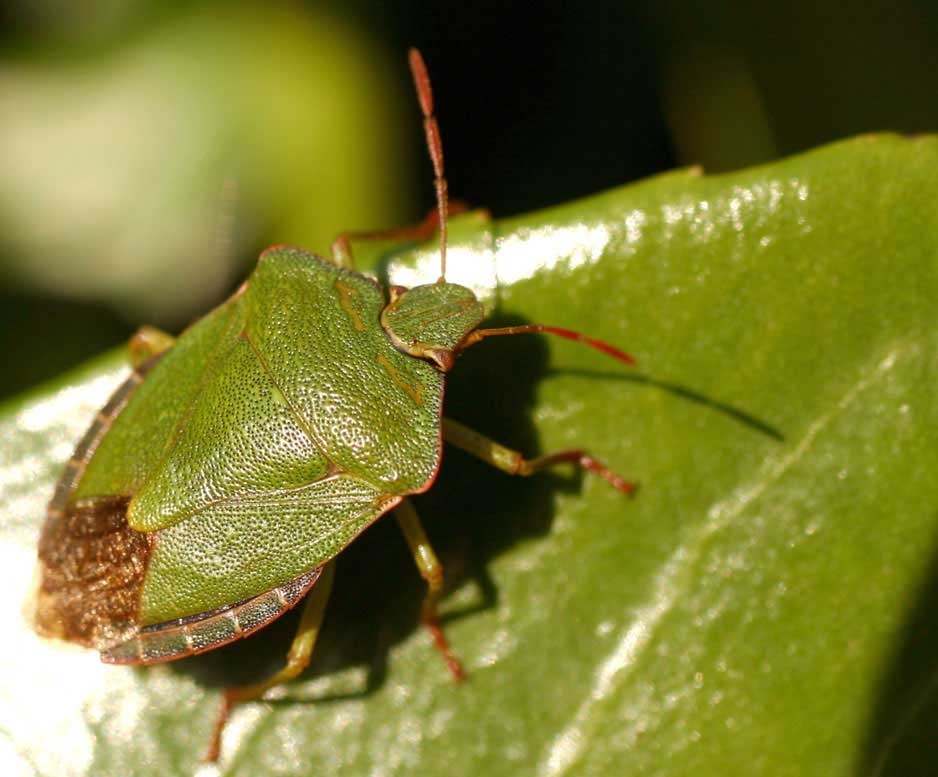
Щитник зелёный древесный Pentatomidae
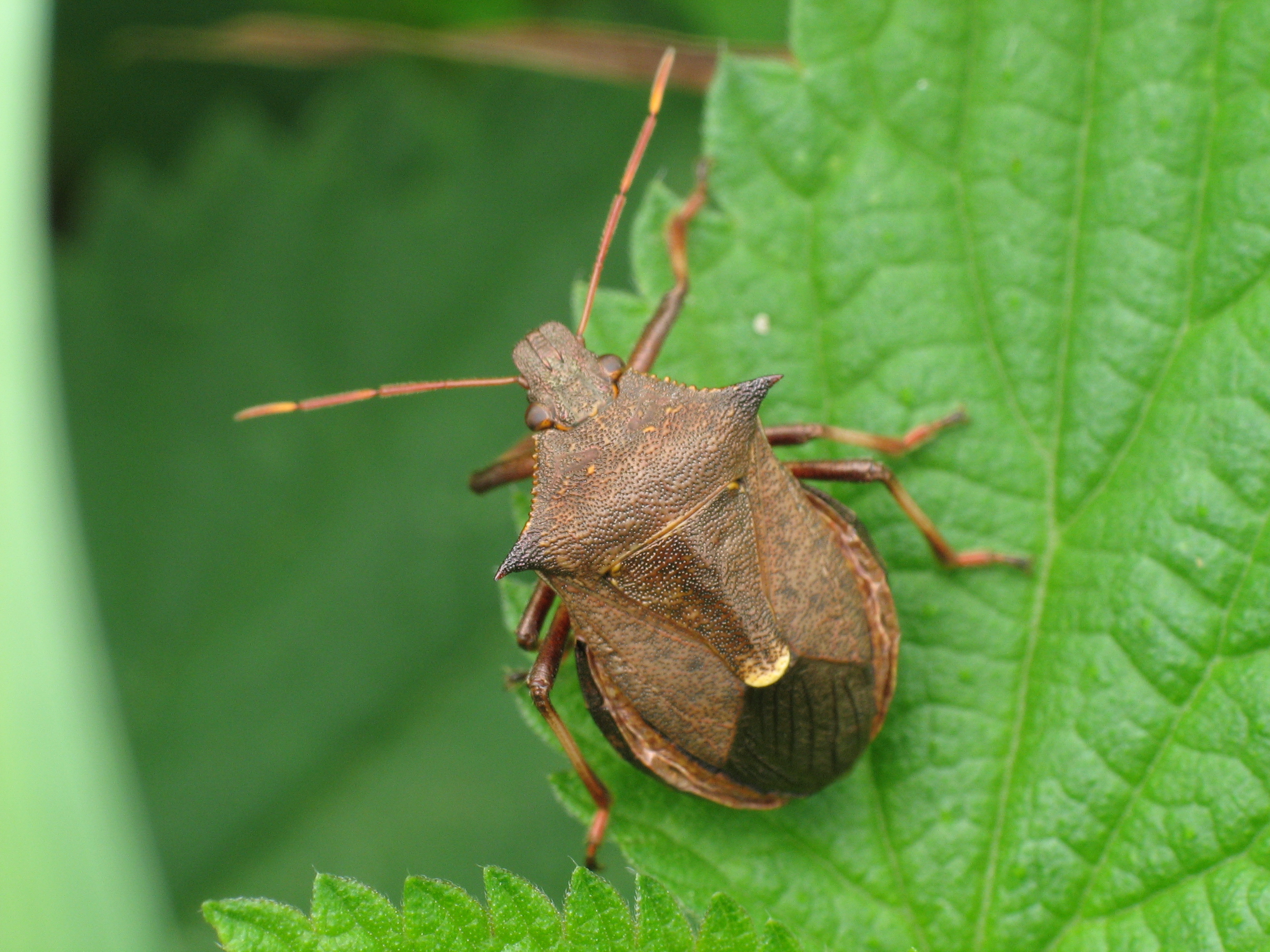
Picromerus bidens Pentatomidae
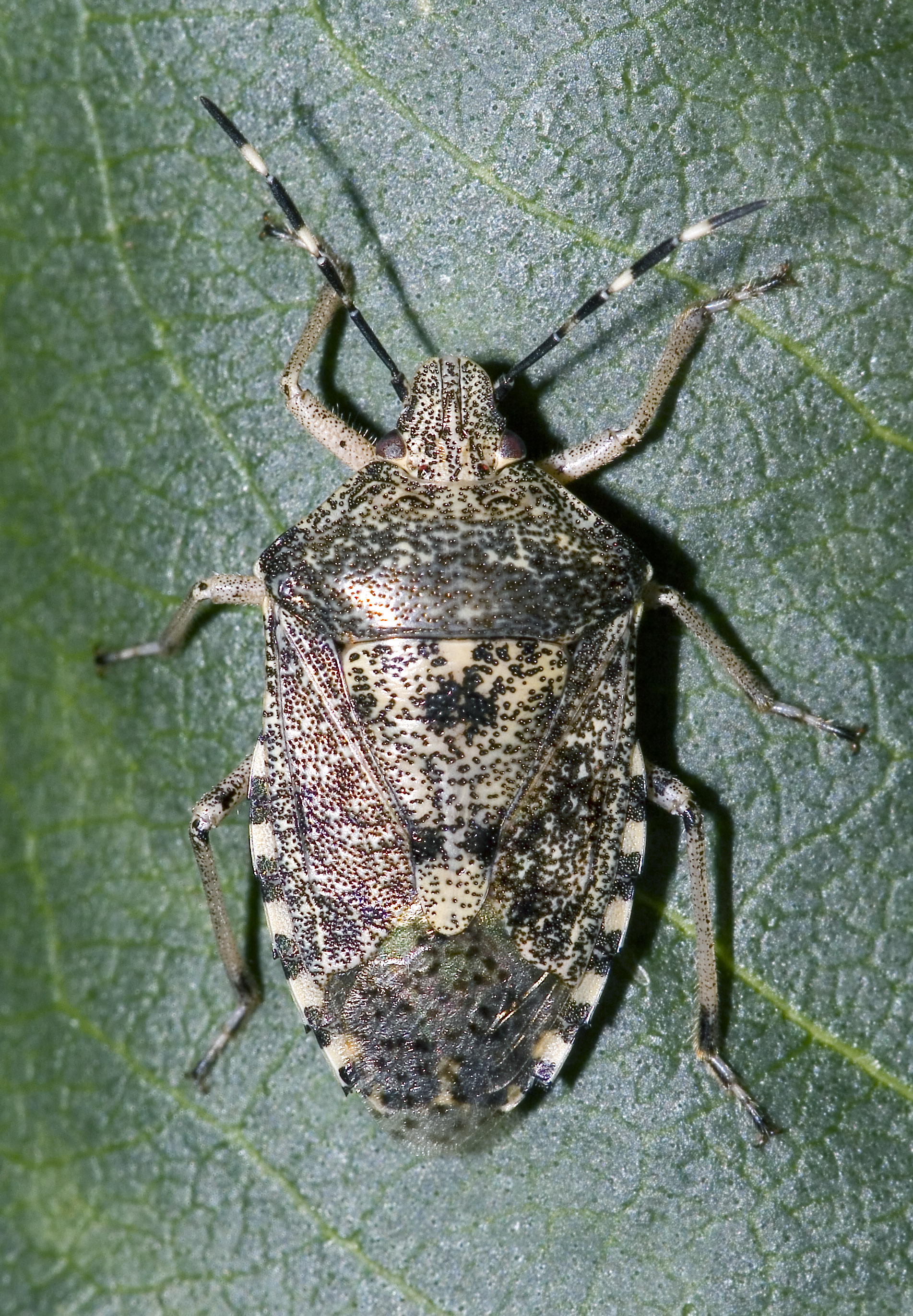
Raphigaster nebulosa Pentatomidae
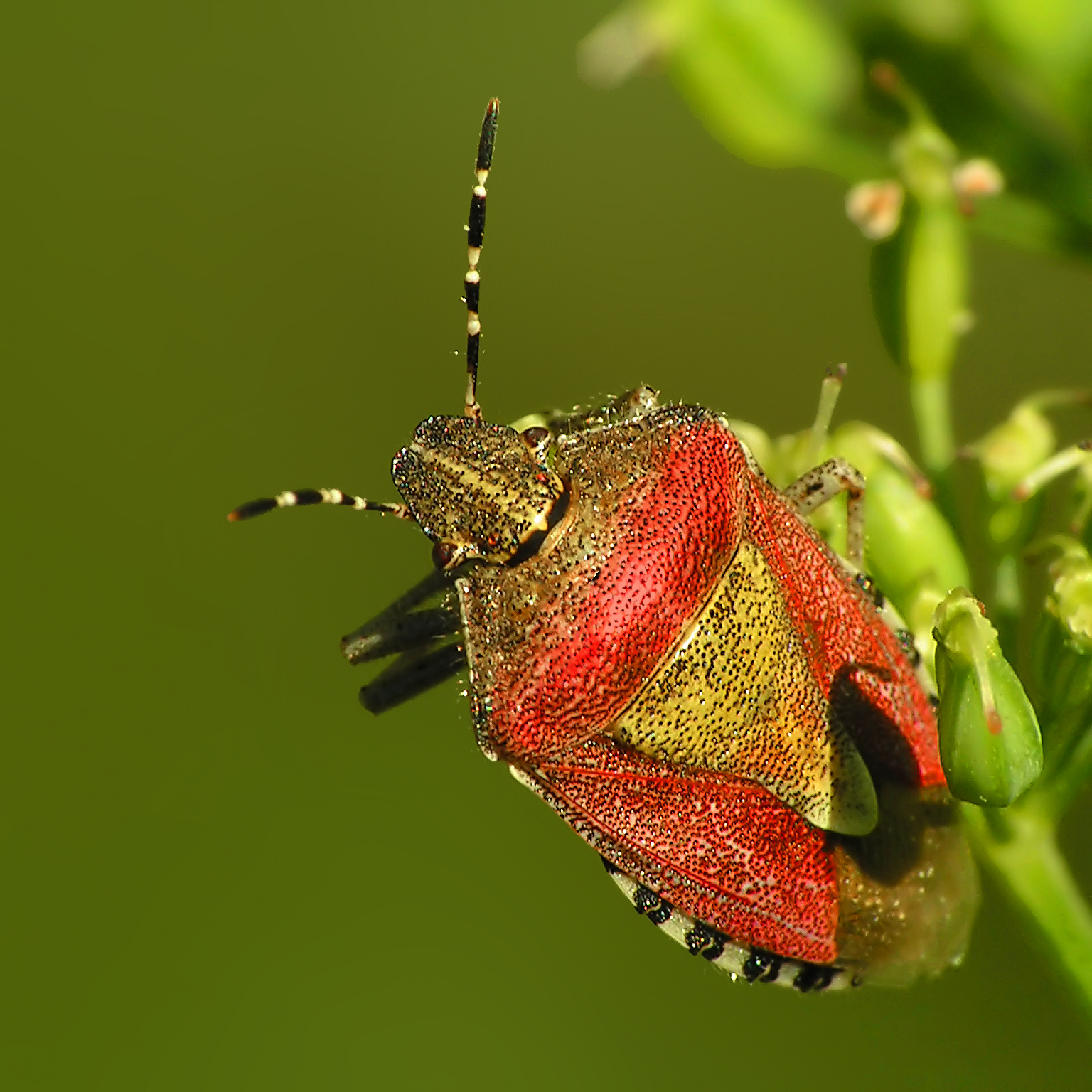
Troilus luridus Pentatomidae
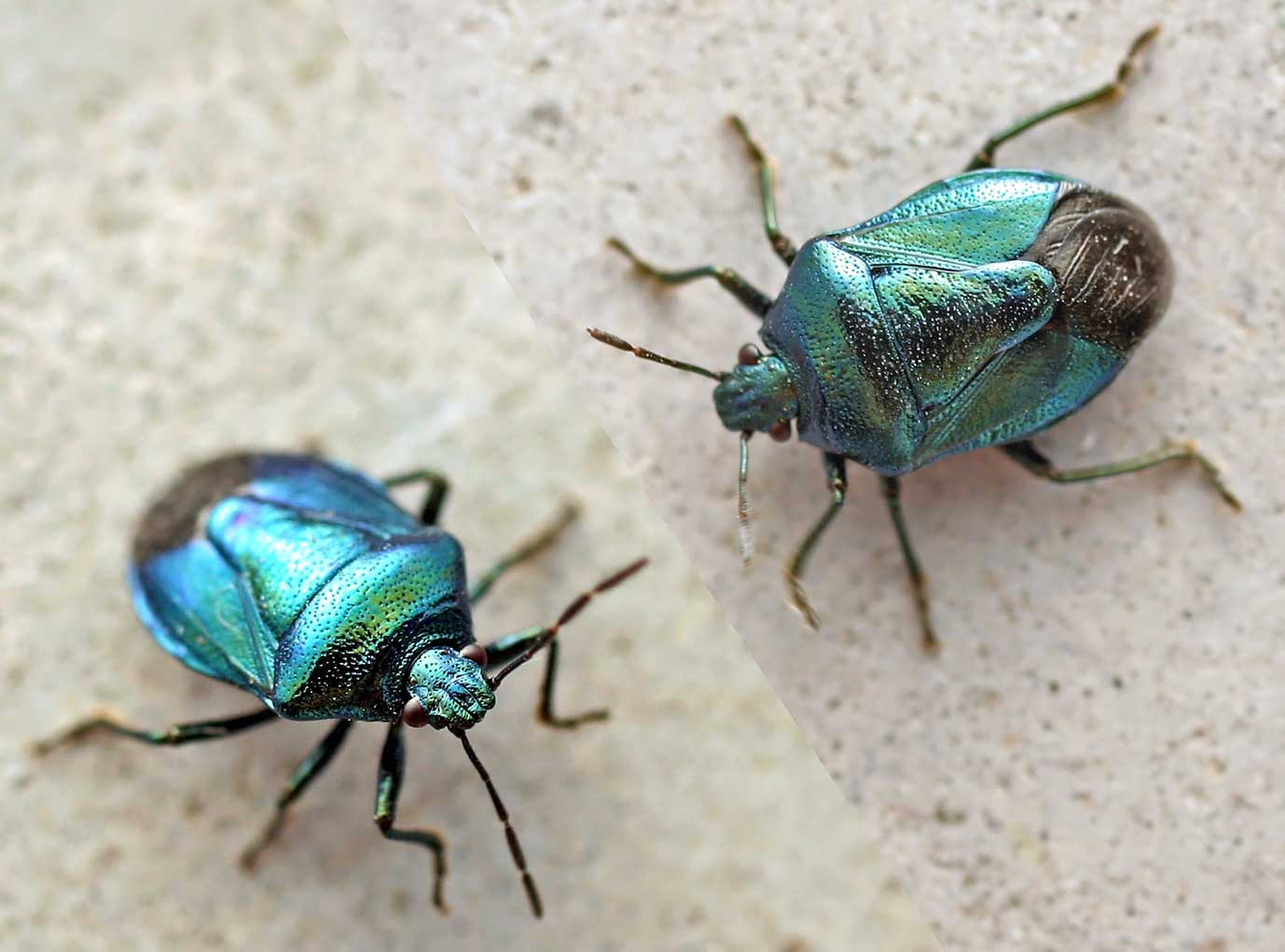
Zicrona caerulea Pentatomidae
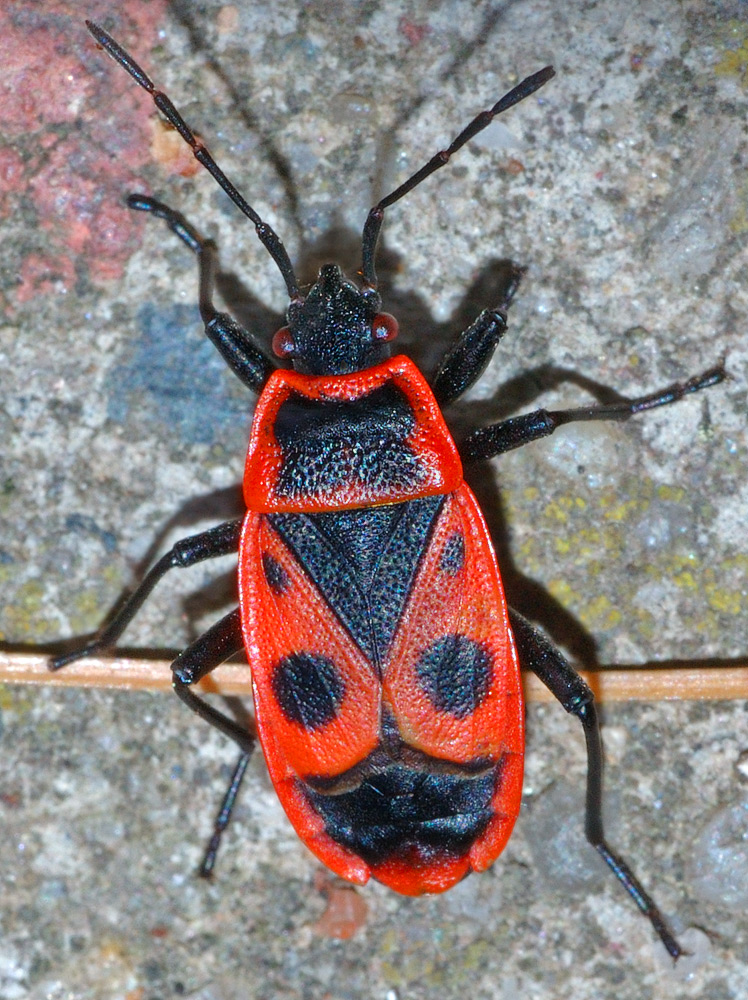
Клоп-солдатик
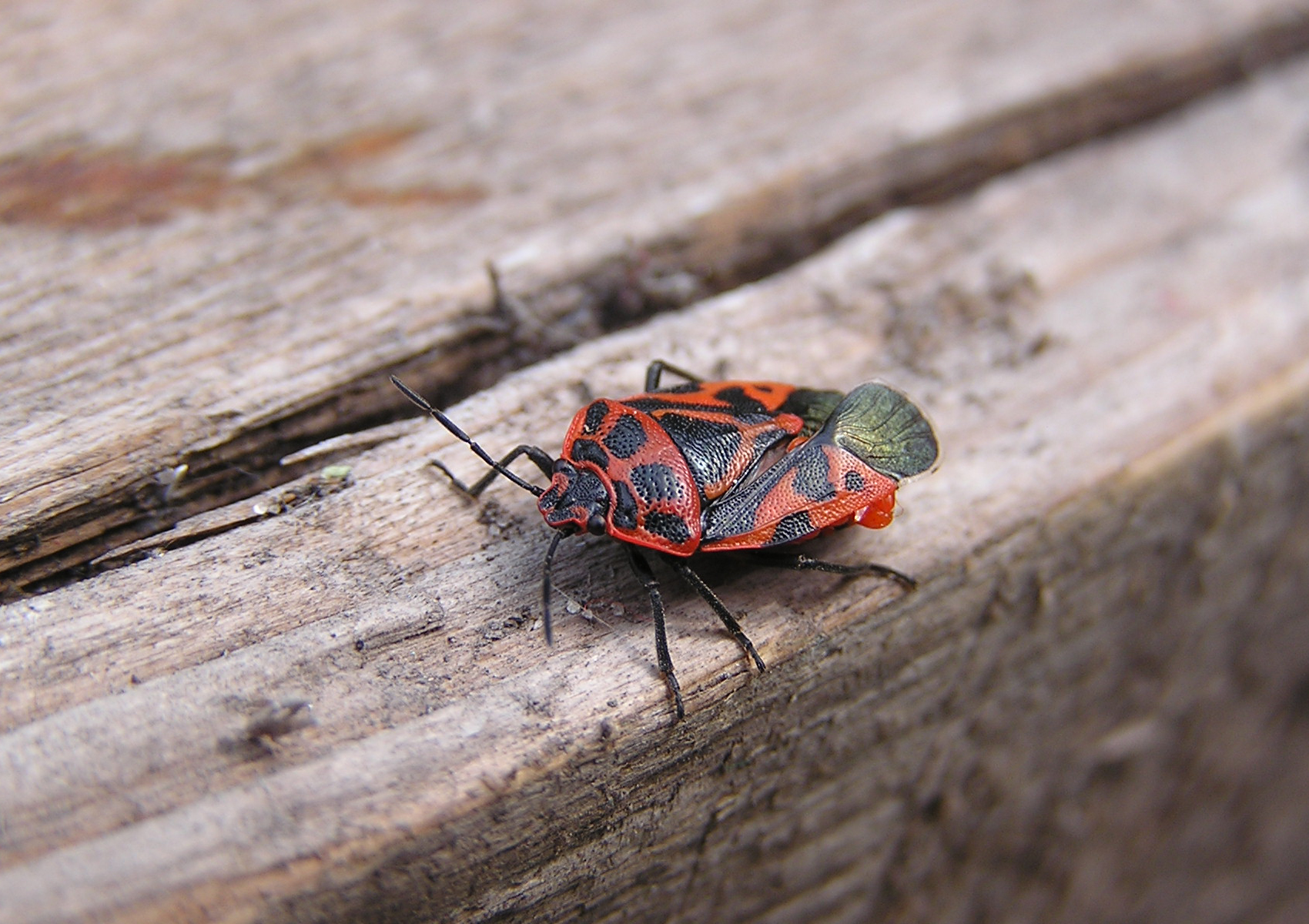
Эвридема северная Pentatomidae
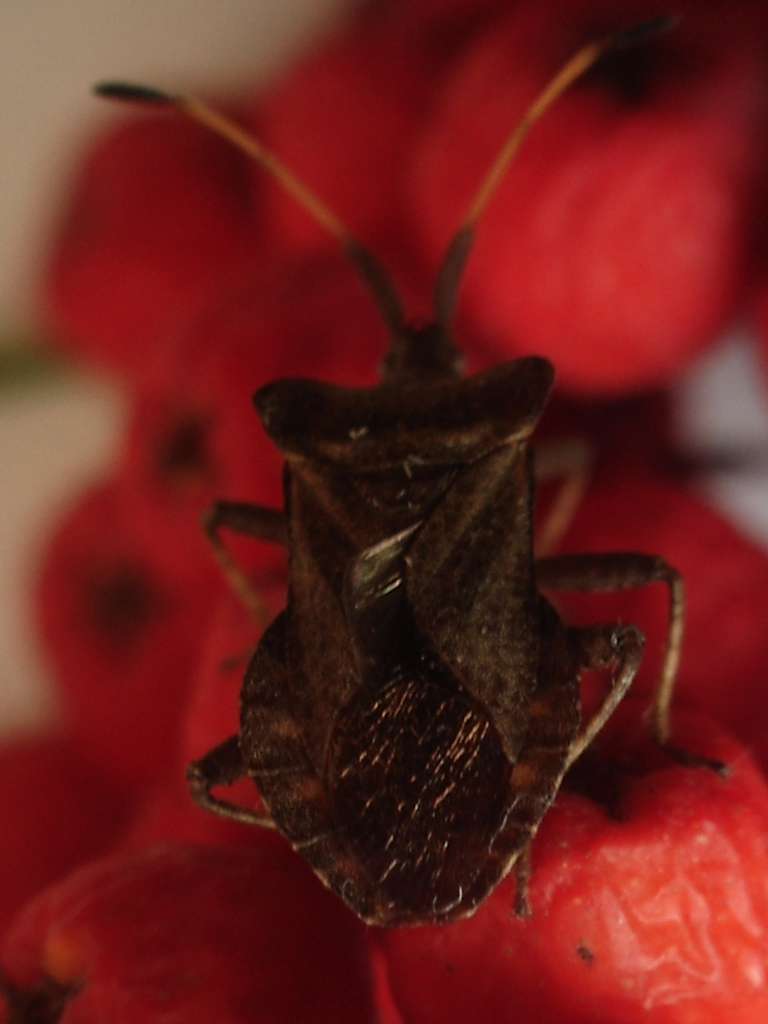
Эноплопс сибирский Coreidae